# Praktkokett
Praktkokett (Lophornis magnificus) är en fågel i familjen kolibrier.

## Utbredning och systematik
Fågeln förekommer i skogar och buskmarker i östra centrala Brasilien. Den behandlas som monotypisk, det vill säga att den inte delas in i några underarter.

## Status
IUCN kategoriserar arten som livskraftig.